# 1812 w polityce
Wydarzenia polityczne w 1812 roku.

## Wydarzenia
- 24 czerwca Napoleon dokonał inwazji na Rosję[1].
- 5 września-7 września Bitwa pod Borodino. Po długim i nierozstrzygniętym starciu dowódca armii rosyjskiej Michaił Kutuzow wycofuje swoje siły, umożliwiający tym samym Francuzom wejście do Moskwy.
- 14 września Napoleon wkracza do Moskwy.
- 22 września - wojna na Półwyspie Iberyjskim: mianowanie Arthura Wellesley księcia Wellington głównodowodzącym wojsk hiszpańskich[2].
- 26 listopada-29 listopada Bitwa nad Berezyną podczas odwrotu Wielkiej Armii spod Moskwy.
- 15 grudnia - Manifest z Kartageny: Simon Bolivar wzywa mieszkańców Nowej Grenady i Wenezueli do powstania przeciwko panowaniu hiszpańskiemu w Ameryce Południowej oraz do stworzenia silnej władzy centralnej celem uniknięcia błędów popełnionych przez I Republikę Wenezuelską[3].

## Urodzili się
- Ludwika Maria Orleańska, królowa Belgów[4].
- Antoni Aleksander Iliński (Mehmet Iskender Pasza), powstaniec listopadowy, generał armii tureckiej[5].
- Leopold Stanisław Kronenberg, polski finansista i polityk.

## Zmarli
- 27 lipca Klemens Wacław Wettyn, syn króla Polski Augusta III Sasa[6].
- 4 września Hieronim Janusz Sanguszko, wojewoda[7].
- 12 września Piotr Bagration, rosyjski generał[8].
- 13 września Franciszek Grzegorz Lubomirski, polski arystokrata[9].
- Stanisław Kostka Bieliński, polski dostojnik szlachecki.